# Cristóbal Ortega
Cristóbal Ortega Martínez (Città del Messico, 25 luglio 1956 – Città del Messico, 2 gennaio 2025) è stato un calciatore e allenatore di calcio messicano, di ruolo centrocampista.

## Caratteristiche tecniche
Giocava da centrocampista, ma ricoprì anche al ruolo di attaccante.

## Carriera

### Club
La carriera di Ortega si svolse in un solo club, l'América di Città del Messico. La sua prima stagione fu quella 1975-1976, nel corso della quale giocò quattordici partite, andando a segno per 4 volte. Dal punto di vista realizzativo, la sua stagione migliore fu la 1976-1977, che lo vide marcare 9 reti. Durante la sua militanza nella società, vinse per sei volte il titolo nazionale, tre volte la Supercoppa e per tre volte la Champions' Cup della CONCACAF, l'ultima nel 1990. La sua ultima partita con la maglia gialla fu Santos Laguna - América, tenutasi il 15 dicembre 1991; venne sostituito al 61' da Isaac Terrazas.

### Nazionale
Dopo il debutto avvenuto nel 1977, partecipò al campionato del mondo 1978, tenutosi in Argentina, giocando una sola partita (il 10 giugno a Rosario contro la Polonia). Prese parte, in seguito, alle qualificazioni al campionato mondiale di calcio 1982, che però non videro la selezione messicana raggiungere l'obiettivo. Fu inoltre incluso nella lista di convocati per il campionato del mondo 1986, non scendendo mai in campo.

## Palmarès

### Giocatore

#### Club

##### Competizioni nazionali
- Campionato messicano: 6

América: 1975-1976, 1983-1984, 1984-1985, Prode 1985, 1987-1988, 1988-1989
- Campeón de Campeones: 3

América: 1976, 1988, 1989

##### Competizioni internazionali
- CONCACAF Champions' Cup: 3

América: 1977, 1987, 1990
- Coppa Interamericana: 2

América: 1977, 1990

#### Individuale
- Pallone d'oro (Messico): 1

1982-1983